# Gordon Van Wylen
Gordon John Van Wylen (Grant, Michigan, 6 de fevereiro de 1920 — 5 de novembro de 2020) foi um físico estadunidense, autor de livros-texto sobre termodinâmica. Foi catedrático no Departamento de Física da Universidade de Michigan de 1969 a 1972 e presidente do Hope College em Holland, Michigan, de 1972 a 1987.
Van Wylen morreu em 5 de novembro de 2020, de complicações da COVID-19.

## Comentário "Criador"
Recebeu reconhecimento por mencionar "um Criador" em seu resumo da segunda lei da termodinâmica. “Um ponto final a ser levantado é que a segunda lei da termodinâmica e o princípio do aumento da entropia têm grandes implicações filosóficas. A questão que se coloca é como o universo entrou no estado de entropia reduzida em primeiro lugar, uma vez que todos os processos naturais conhecidos por nós tendem a aumentar a entropia? ... O autor descobriu que a segunda lei tende a aumentar sua convicção de que existe um Criador que tem a resposta para o futuro destino do homem e do universo.”